# 圣心圣母堂 (兰域)

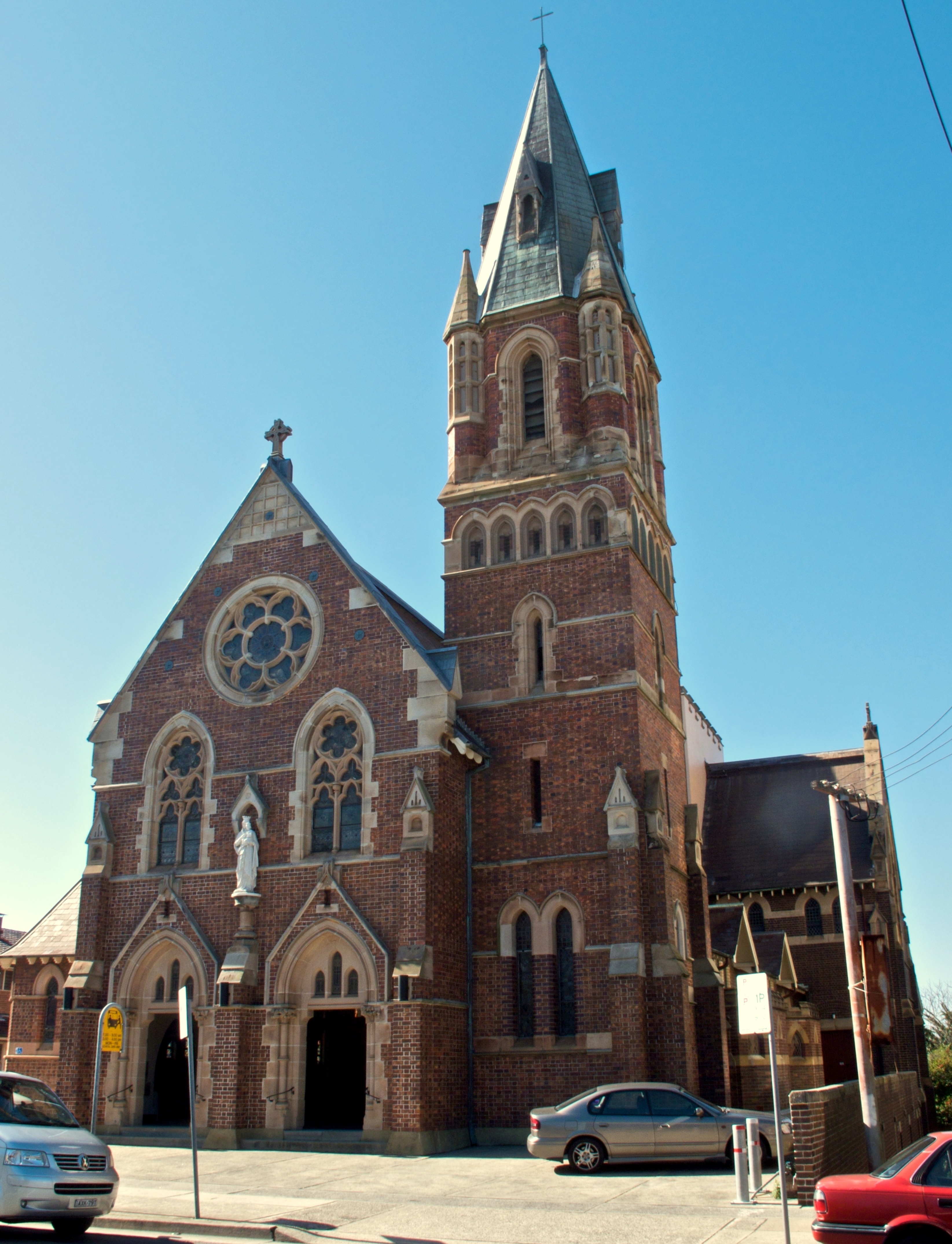

33°54′58″S 151°14′30″E / 33.916216°S 151.241728°E
圣心圣母堂（英語：Our Lady of the Sacred Heart Church；替代翻译：圣心教堂圣母）是一座罗马天主教教堂，位于澳大利亚新南威尔士州蘭域（悉尼东郊）Avoca 街，毗邻该区商业中心。该堂为哥特复兴式建筑，建于1888年。祭台附近有一哥特式八角形小堂。字面名称翻译”我们的处女母亲，耶穌聖心”. 
该堂被列入遗产名录，毗邻的砂岩建筑属于教堂所有，建于1870年，曾是市长住所，亦列入遗产名录。
该堂区附设两所中学，两所小学。

## 照片集

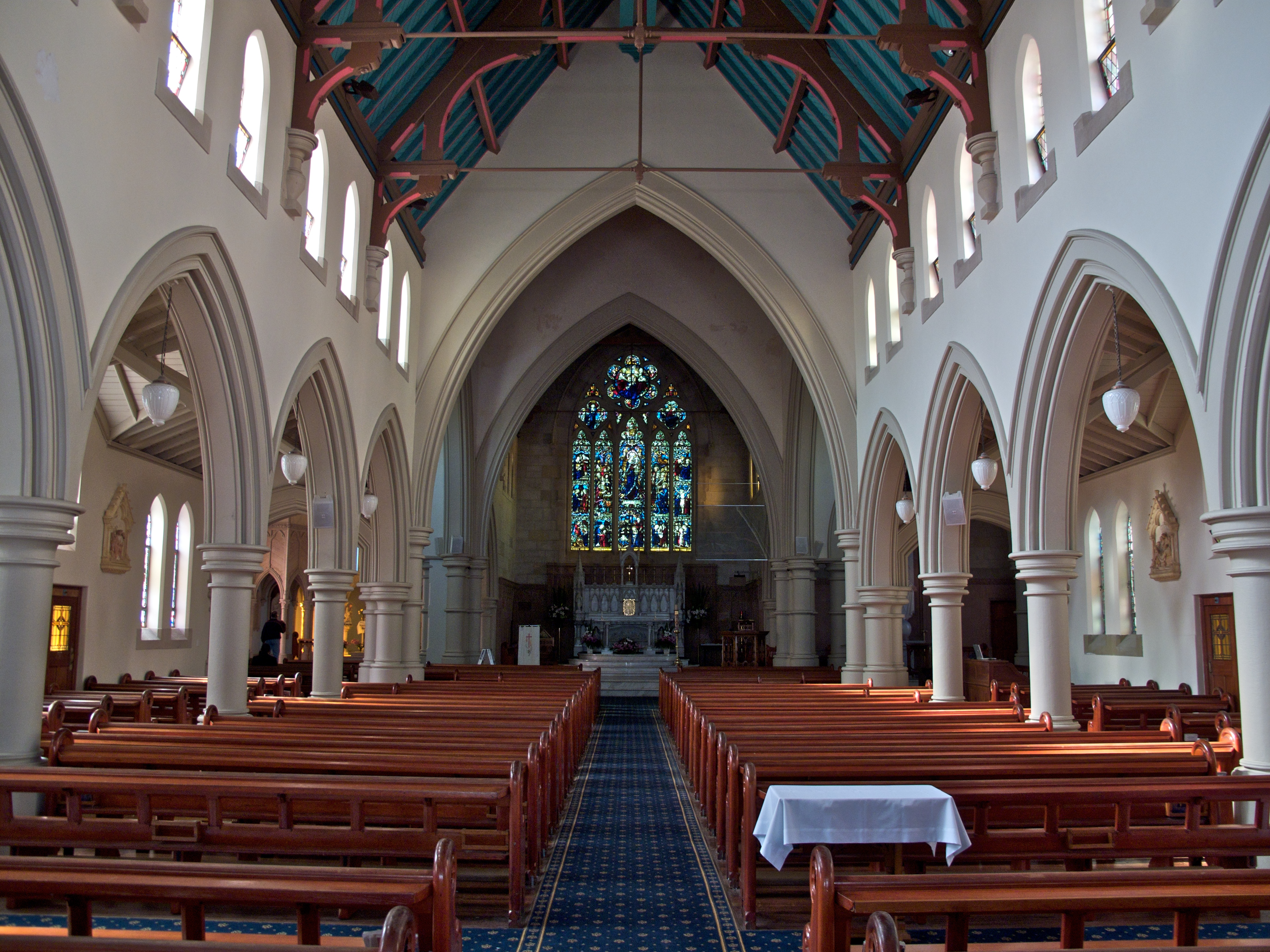
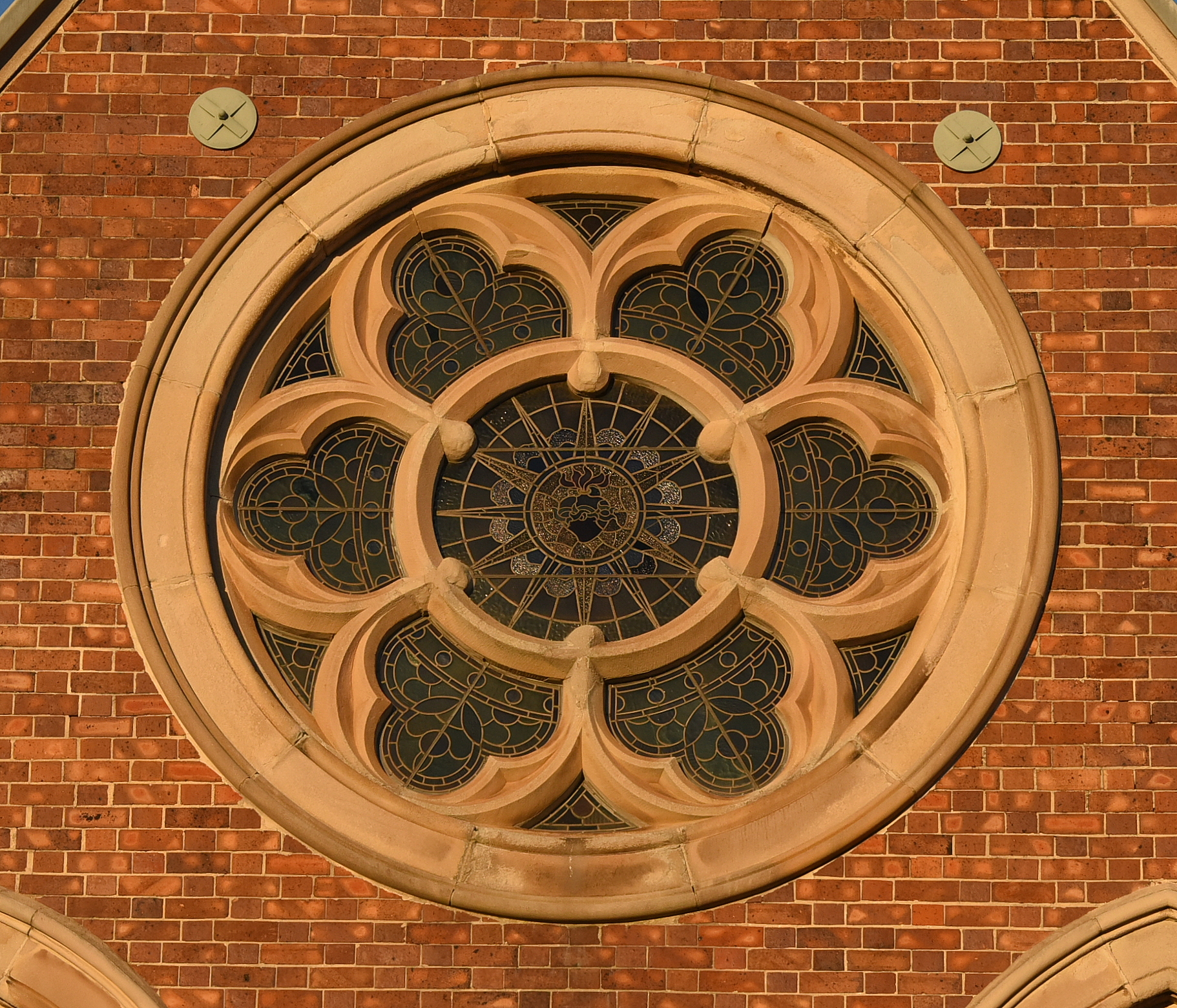
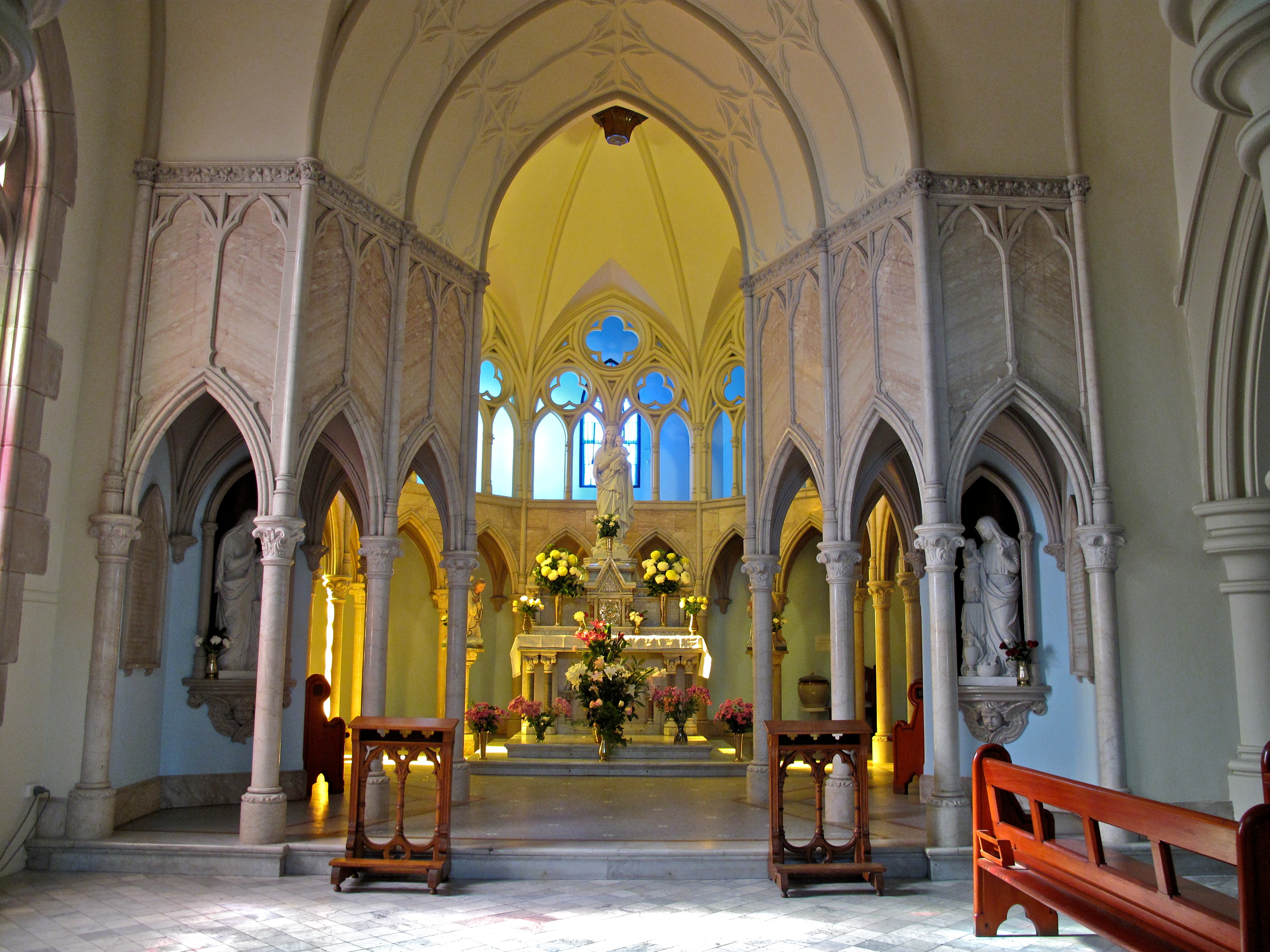
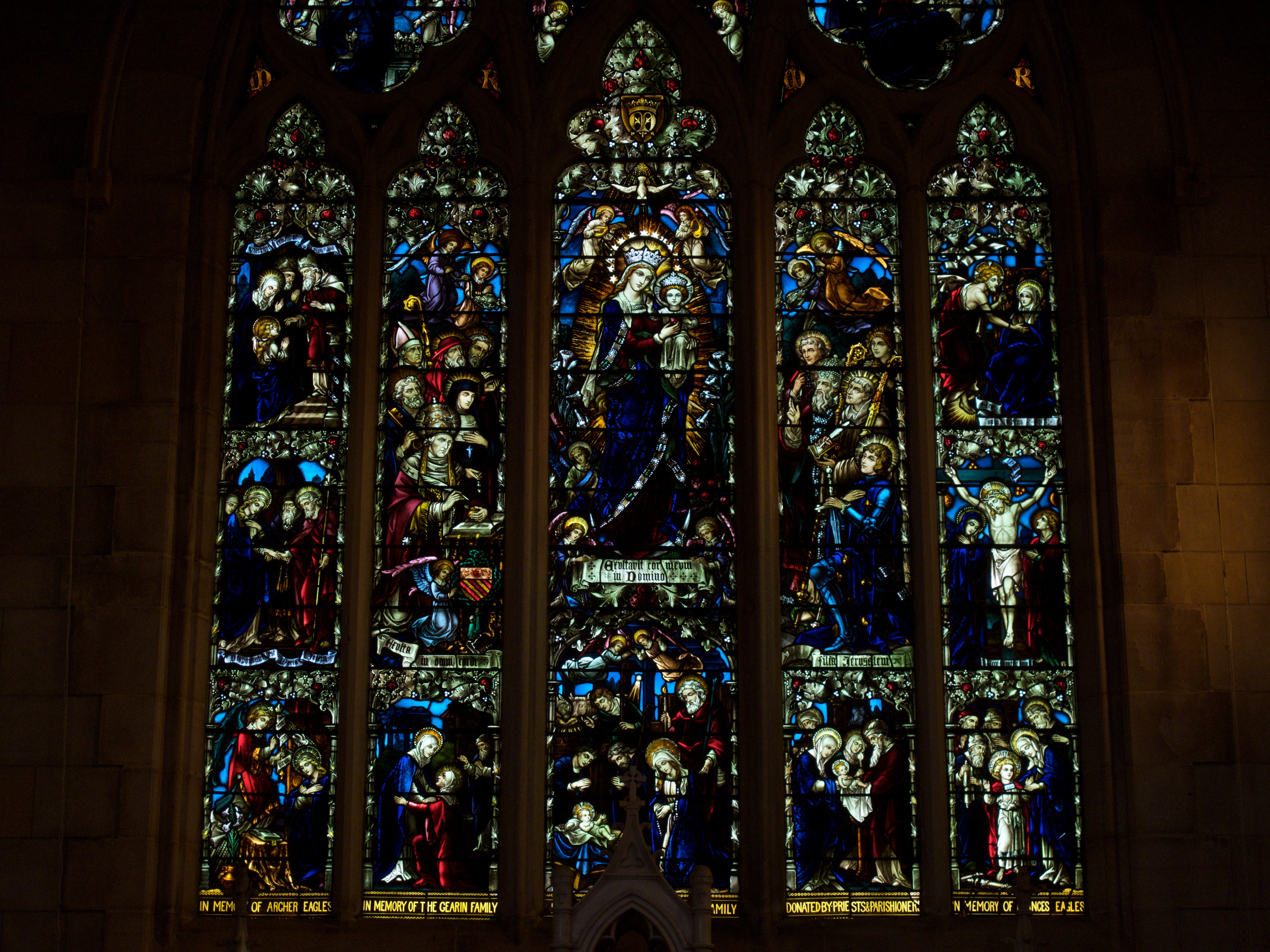
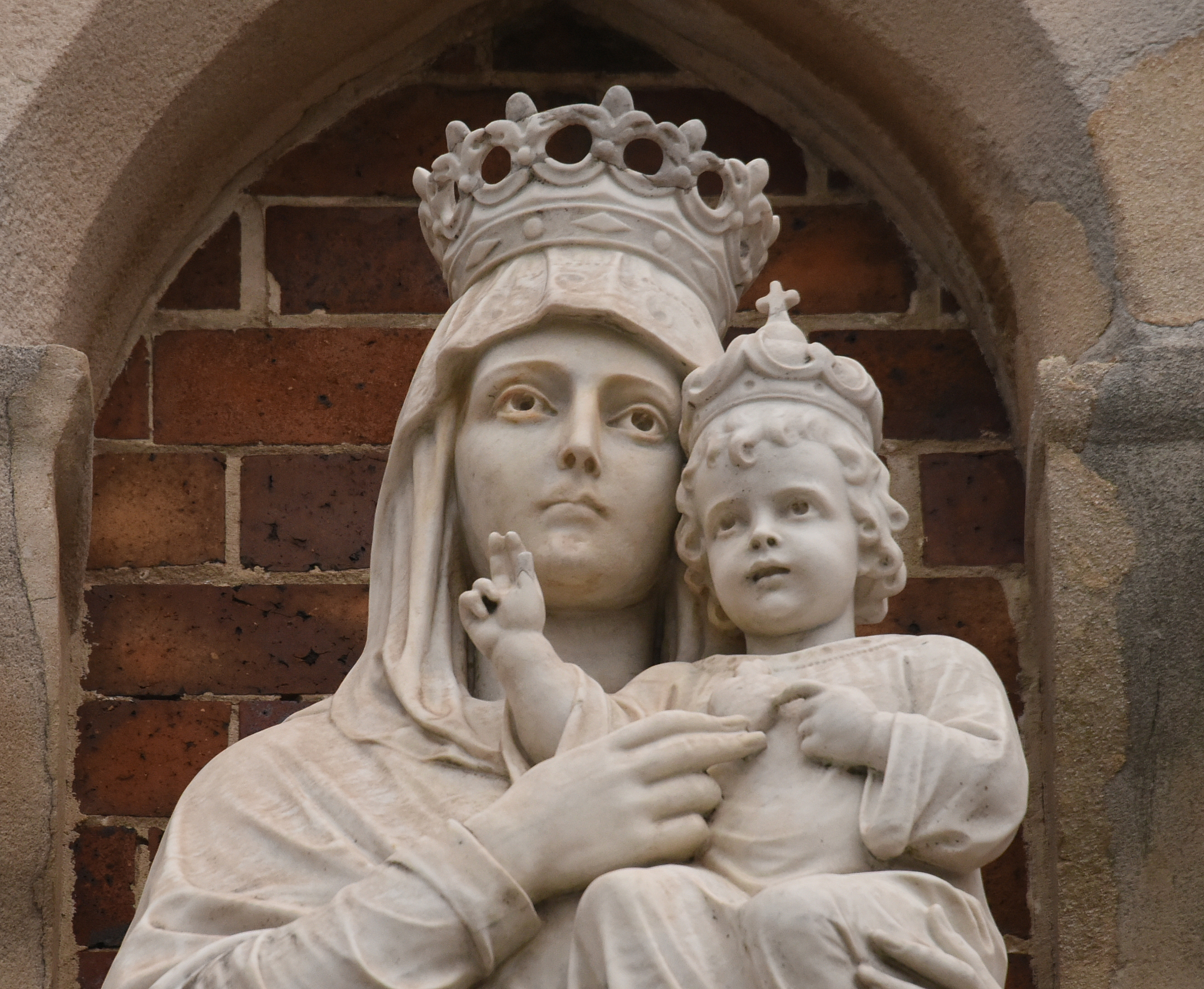
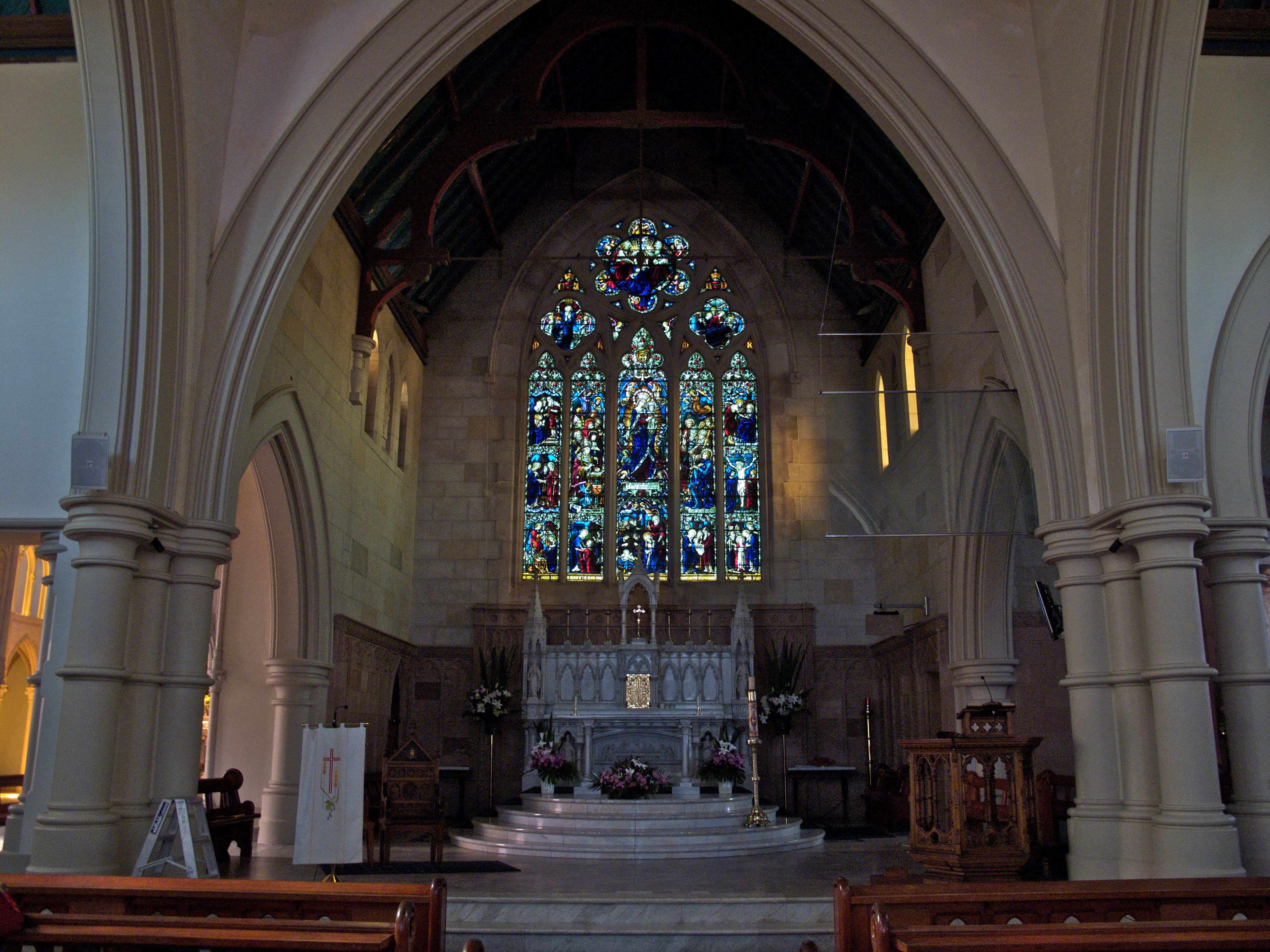
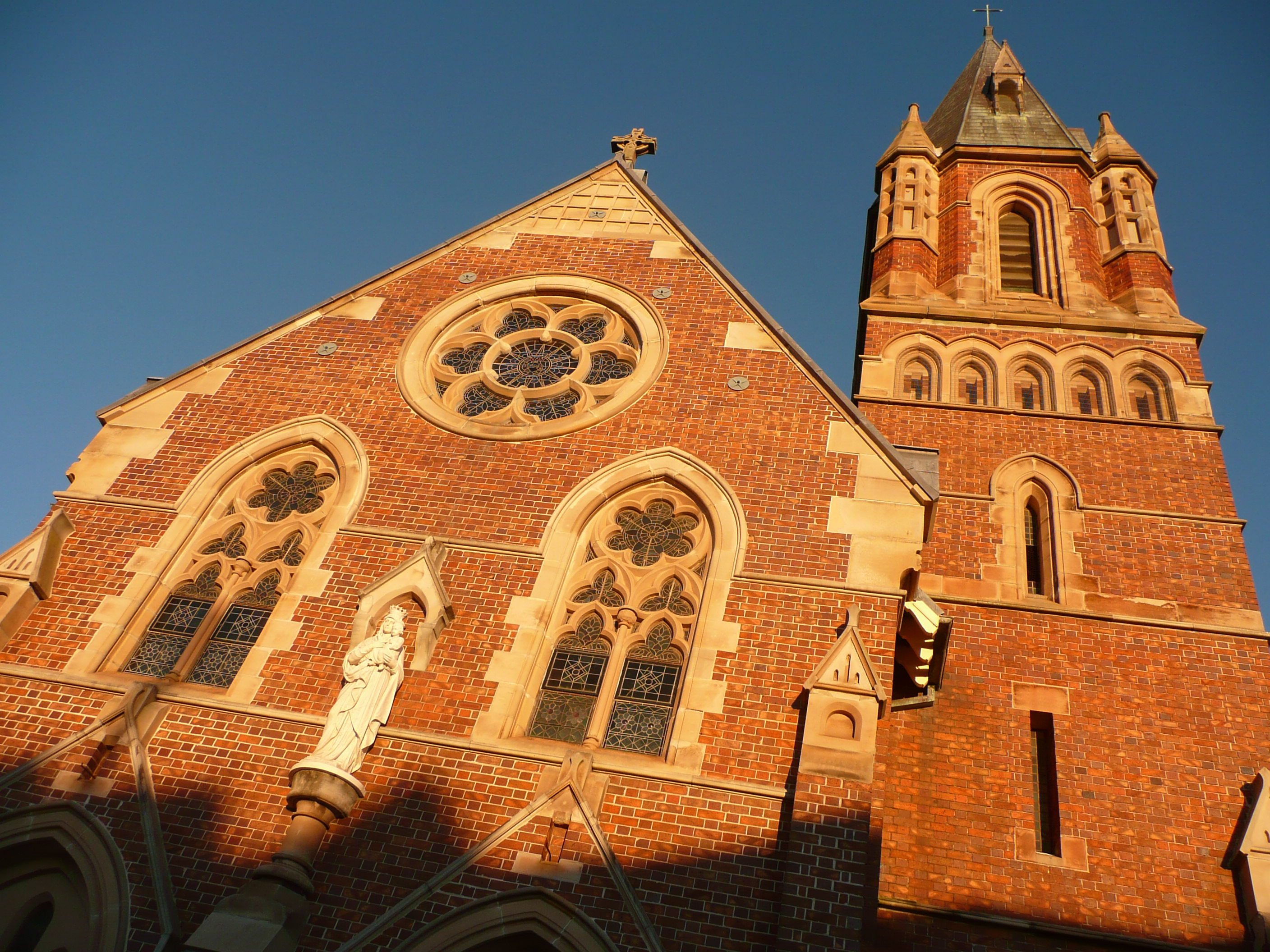